# Mastrinka (Trogir)
Mastrinka je priobalno naselje na sjeveru otoka Čiova. Administrativno, Mastrinka je gradsko naselje Trogira u Splitsko-dalmatinskoj županiji u RH.
Nalazi se istočno od čiovskog dijela Trogira. Idući dalje obalom prema istoku, dolazi se u susjedno naselje Arbaniju. Južno od Mastrinke, u čiovskoj unutarnjosti, nalazi se selo Žedno. Sjeverno od Mastrinke se nalazi ušće Pantane.

## Stanovništvo
Prema popisu stanovništva 2011. godine naselje je imalo 374 stanovnika.
| broj stanovnika |       |       |       |       |       |       |       |       |       |       |       |       |       |       | 932   | 947   | 837   |
|                 | 1857. | 1869. | 1880. | 1890. | 1900. | 1910. | 1921. | 1931. | 1948. | 1953. | 1961. | 1971. | 1981. | 1991. | 2001. | 2011. | 2021. |

U 2001. nastalo je izdvajanjem iz naselja Arbanija. Od 1857. do 1991. podaci su sadržani u naselju Arbanija.
Naselje je naseljeno uglavnom žiteljima mjesta Arbanija i Žedno. Mastrinka je na obali mora kao i Arbanija, što joj daje niz pogodnosti u odnosu na gospodarski zaostalo Žedno, gdje se nije razvio turizam.